# الرابطة البرلمانية 2011–12
الرابطة البرلمانية 2011–12 (بالإنجليزية: 2011–12 Isthmian League)‏ هو موسم من دوري إسثميان. كان عدد الأندية المشاركة فيه 66، وفاز فيه بيليريكاي تاون.